# スコット・ハイネマン
- スコット・ハインマン[注 1]

スコット・マシュー・ハイネマン（Scott Matthew Heineman、1992年12月4日 - ）は、アメリカ合衆国・カリフォルニア州ロサンゼルス出身のプロ野球選手（外野手）。右投右打。
ニックネームは「ハイニー」。
1歳年上の実兄タイラー・ハイネマンもプロ野球選手（捕手）。

## 経歴

### プロ入り前
オレゴン大学に在学中、2014年のMLBドラフト19巡目（全体573位）でカンザスシティ・ロイヤルズから指名されたが、契約しなかった。

### プロ入りとレンジャーズ時代
2015年のMLBドラフト11巡目（全体318位）でテキサス・レンジャーズから指名され、プロ入り。
入団直後に右足首の手術を受けたためルーキーイヤーの2015年シーズンは試合に出場せず。
2016年からマイナーリーグでのキャリアを開始した。
2018年にはパシフィックコーストリーグのオールスターチームに選出され、AAA級のオールスターゲームにも出場した。
2019年、傘下のAAA級ナッシュビルで打率.340の好成績を残し、8月2日のデトロイト・タイガース戦（グローブライフ・パーク・イン・アーリントン）において「7番・中堅手」でメジャー初出場。これを皮切りに同年はメジャーで25試合に出場し打率.213、2本塁打の成績を残した。
2020年は主に中堅手として起用されたが、打率.154、1本塁打と不振に陥った。オフの12月2日にノンテンダーFAとなったが、翌日にレンジャーズと再契約を果たした。

### レッズ時代
2020年12月16日、ホセ・アコスタとのトレードで、シンシナティ・レッズへ移籍した。
2021年は、19試合、打率.100（30打数3安打）、2本塁打、3打点で、6月28日にDFAとなり、7月1日にマイナー契約で傘下のAAA級ルイビル・バッツへ配属された。その後、7月19日に自由契約となった。

### 巨人時代
同年8月6日、日本プロ野球の読売ジャイアンツと契約合意したことが発表された。推定年俸30万ドルの単年契約で、背番号は28。8月11日、新規支配下選手登録公示された。隔離期間を経て9月5日から二軍に合流し、9月7日のイースタン・リーグ日本ハム戦で実戦初出場。9月11日に出場選手登録され、同日の中日戦に「7番・右翼手」で先発出場すると、初打席で二塁打を打ち、4打数1安打の一軍デビュー戦となった。新戦力として期待されたが、来日時から体重が大きく減るなどの体調不良に悩まされ、9月末に検査のため米国に帰国することが発表された。巨人移籍後、僅か10試合の出場で4安打2打点という成績にとどまった。

### マリナーズ時代
2022年6月6日にシアトル・マリナーズとマイナー契約を結ぶ。
傘下のAAA級タコマ・レイニアーズに配属される。
2022年8月11日にリリースされる。

## 人物
巨人退団後の2024年、自身のSNSを通じて古巣への逆オファーを行った。　

## 詳細情報

### 年度別打撃成績
| 年 度    | 球 団    | 試 合 | 打 席 | 打 数 | 得 点 | 安 打 | 二 塁 打 | 三 塁 打 | 本 塁 打 | 塁 打 | 打 点 | 盗 塁 | 盗 塁 死 | 犠 打 | 犠 飛 | 四 球 | 敬 遠 | 死 球 | 三 振 | 併 殺 打 | 打 率 | 出 塁 率 | 長 打 率 | O P S |
| -------- | -------- | ----- | ----- | ----- | ----- | ----- | -------- | -------- | -------- | ----- | ----- | ----- | -------- | ----- | ----- | ----- | ----- | ----- | ----- | -------- | ----- | -------- | -------- | ----- |
| 2019     | TEX      | 25    | 85    | 75    | 8     | 16    | 6        | 0        | 2        | 28    | 7     | 1     | 2        | 0     | 0     | 9     | 0     | 1     | 20    | 3        | .213  | .306     | .373     | .679  |
| 2020     | TEX      | 24    | 54    | 52    | 6     | 8     | 3        | 0        | 1        | 14    | 7     | 3     | 0        | 0     | 0     | 2     | 0     | 0     | 11    | 1        | .154  | .185     | .269     | .454  |
| 2021     | CIN      | 19    | 34    | 30    | 5     | 3     | 0        | 0        | 2        | 9     | 3     | 0     | 0        | 0     | 0     | 3     | 0     | 1     | 15    | 1        | .100  | .206     | .300     | .506  |
| 2021     | 巨人     | 10    | 28    | 25    | 2     | 4     | 1        | 0        | 0        | 5     | 2     | 0     | 0        | 0     | 0     | 1     | 0     | 2     | 6     | 1        | .160  | .250     | .200     | .450  |
| MLB：3年 | MLB：3年 | 68    | 173   | 157   | 19    | 27    | 9        | 0        | 5        | 51    | 17    | 4     | 2        | 0     | 0     | 14    | 0     | 2     | 46    | 5        | .172  | .249     | .325     | .573  |
| NPB：1年 | NPB：1年 | 10    | 28    | 25    | 2     | 4     | 1        | 0        | 0        | 5     | 2     | 0     | 0        | 0     | 0     | 1     | 0     | 2     | 6     | 1        | .160  | .250     | .200     | .450  |

- 2021年度シーズン終了時

### 記録

#### NPB
初記録
- 初出場・初先発出場：2021年9月11日、対中日ドラゴンズ22回戦（東京ドーム）、7番・右翼手で先発出場
- 初打席・初安打：同上、2回裏に柳裕也から右中間二塁打
- 初打点：2021年9月14日、対横浜DeNAベイスターズ19回戦（東京ドーム）、8回裏にフェルナンド・ロメロから中前適時打

### 背番号
- 16（2019年 - 2020年）
- 26（2021年 - 同年7月19日）
- 28（2021年8月11日 - 同年終了）